# Manou
Manou és un municipi francès del Cantó de La Loupe (departament de l'Eure i Loir, regió de Centre). L'any 2007 tenia 559 habitants.

## Demografia

### Població
El 2007 la població de fet de Manou era de 559 persones. Hi havia 213 famílies, de les quals 49 eren unipersonals (33 homes vivint sols i 16 dones vivint soles), 70 parelles sense fills, 78 parelles amb fills i 16 famílies monoparentals amb fills.
La població ha evolucionat segons el següent gràfic:

### Habitatges
El 2007 hi havia 319 habitatges, 212 eren l'habitatge principal de la família, 84 eren segones residències i 23 estaven desocupats. 310 eren cases i 9 eren apartaments. Dels 212 habitatges principals, 173 estaven ocupats pels seus propietaris, 34 estaven llogats i ocupats pels llogaters i 5 estaven cedits a títol gratuït; 1 tenia una cambra, 15 en tenien dues, 45 en tenien tres, 51 en tenien quatre i 100 en tenien cinc o més. 146 habitatges disposaven pel capbaix d'una plaça de pàrquing. A 111 habitatges hi havia un automòbil i a 92 n'hi havia dos o més.

### Piràmide de població
La piràmide de població per edats i sexe el 2009 era:
| Homes | Edats   | Dones |
| ----- | ------- | ----- |
| 0     | 95 o +  | 0     |
| 0     | 90 a 94 | 0     |
| 0     | 85 a 89 | 4     |
| 0     | 80 a 84 | 0     |
| 12    | 75 a 79 | 4     |
| 16    | 70 a 74 | 28    |
| 16    | 65 a 69 | 12    |
| 24    | 60 a 64 | 20    |
| 16    | 55 a 59 | 16    |
| 16    | 50 a 54 | 24    |
| 32    | 45 a 49 | 12    |
| 24    | 40 a 44 | 20    |
| 12    | 35 a 39 | 24    |
| 4     | 30 a 34 | 8     |
| 4     | 25 a 29 | 4     |
| 4     | 20 a 24 | 8     |
| 32    | 15 a 19 | 16    |
| 0     | 10 a 14 | 24    |
| 28    | 5 a 9   | 8     |
| 8     | 0 a 4   | 8     |

## Economia
El 2007 la població en edat de treballar era de 339 persones, 234 eren actives i 105 eren inactives. De les 234 persones actives 203 estaven ocupades (115 homes i 88 dones) i 31 estaven aturades (8 homes i 23 dones). De les 105 persones inactives 28 estaven jubilades, 42 estaven estudiant i 35 estaven classificades com a «altres inactius».

### Ingressos
El 2009 a Manou hi havia 228 unitats fiscals que integraven 550,5 persones, la mediana anual d'ingressos fiscals per persona era de 17.750 €.

### Activitats econòmiques
Dels 27 establiments que hi havia el 2007, 1 era d'una empresa alimentària, 1 d'una empresa de fabricació d'altres productes industrials, 5 d'empreses de construcció, 4 d'empreses de comerç i reparació d'automòbils, 2 d'empreses de transport, 2 d'empreses d'hostatgeria i restauració, 1 d'una empresa financera, 2 d'empreses immobiliàries, 5 d'empreses de serveis, 1 d'una entitat de l'administració pública i 3 d'empreses classificades com a «altres activitats de serveis».
Dels 8 establiments de servei als particulars que hi havia el 2009, 1 era un taller de reparació d'automòbils i de material agrícola, 1 paleta, 1 fusteria, 2 lampisteries, 1 empresa de construcció, 1 perruqueria i 1 restaurant.
L'únic establiment comercial que hi havia el 2009 era una fleca.
L'any 2000 a Manou hi havia 18 explotacions agrícoles que ocupaven un total de 640 hectàrees.

## Equipaments sanitaris i escolars
El 2009 hi havia una escola elemental integrada dins d'un grup escolar amb les comunes properes formant una escola dispersa.

## Poblacions properes
El següent diagrama mostra les poblacions més properes.